# Helmut Kagerer

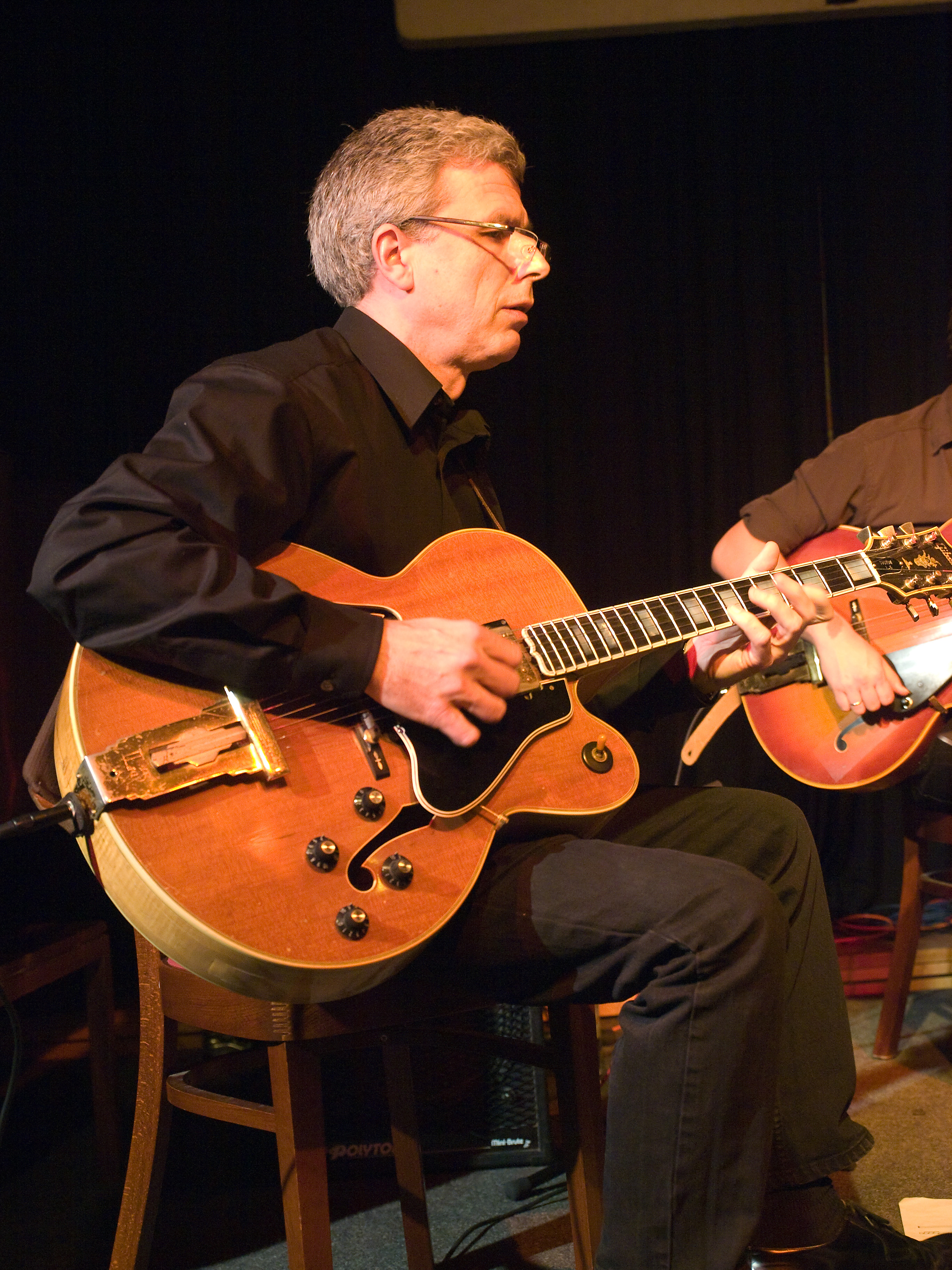
Helmut Kagerer im Jazzclub Unterfahrt (München 2009)

Helmut Kagerer (* 7. Februar 1961 in Passau) ist ein deutscher Jazzgitarrist.

## Leben und Wirken
Kagerer lernte erst als Jugendlicher Gitarre. Von 1980 bis 1982 absolvierte er eine Ausbildung an der Jazz Schule München bei Joe Haider und nahm Privatunterricht bei Kosta Lukács, bevor er von 1984 bis 1986 bei Harry Pepl an der Hochschule für Musik und darstellende Kunst Graz studierte. Weiterhin absolvierte er Workshops und Meisterkurse bei Jim Hall, Joe Pass, Attila Zoller, Tal Farlow, Herb Ellis, Mick Goodrick, Karl Ratzer sowie Peter Leitch. 1987 begegnete er Helmut Nieberle, mit dem er ein langjähriges, von der Kritik hochgelobtes  Gitarren-Duo-Projekt bildete, das diverse Alben vorlegte. Daneben arbeitete er international mit Musikern wie  Clark Terry, Benny Bailey, Arthur Blythe, Dusko Goykovich, Roman Schwaller, Marty Cook, Matthias Bätzel, Houston Person oder Sheila Jordan zusammen. 1996 ging er mit Attila Zoller auf Deutschlandtournee. Des Weiteren bildete er unter dem Namen Night of Jazz Guitars ein Duo mit Gitarrist Andreas Dombert. Auch nahm er mit Matthias Bätzel, Red Holloway, Albert Josipovic, Jermaine Landsberger, Manfred Krug und Jimmy Cobb auf.
Kagerer ist seit 1990 Dozent für Jazzgitarre an der Hochschule für Musik Nürnberg; auch unterrichtet er seit 2003 an Stelle von Attila Zoller am Vermount Jazz Center und hat seit 2006 einen Lehrauftrag an der Hochschule für Musik Franz Liszt Weimar. Seine Transkriptionen von relevanten Gitarrensoli werden u. a. im US-Magazin Just Jazz Guitar und in Hot Club News veröffentlicht.

## Preise und Auszeichnungen
Kagerer erhielt gemeinsam mit Nieberle 1991 den Kultur-Förderpreis des Freistaates Bayern. 2007 wurde das Duo mit dem Archtop Germany Award ausgezeichnet.

## Diskographische Hinweise
- Roots Stablemates (In + Out 1992, mit Arthur Blythe, Nathan Davis, Chico Freeman, Sam Rivers, Don Pullen, Santi Debriano, Idris Muhammad, Helmut Nieberle)
- Helmut Kagerer / Helmut Nieberle: Wes Trane (Edition Collage 1992)
- Helmut Kagerer / Peter Bernstein April In New York (Jardis 1998)
- Attila Zoller / Helmut Kagerer Common Language (Acoustic Music, 2002)
- Helmut Kagerer / Andreas Dombert Night of Jazz Guitars 2 (Jazz4Ever Records 2006)
- Helmut Kagerer / Andreas Dombert / Larry Coryell / Paulo Morello: Night of Jazz Guitars (In + Out 2010)
- Jimmy Cobb / Rob Bargad / Michael Brian / Helmut Kagerer: The Meeting (Barnette Records 2011)
- Helmut Kagerer: About Birds and Bees (Acoustic Music 2012)
- Helmut Kagerer / Davide Petrocca/Bernd Reiter: Blue Moon (Alessa Records 2015)